# لشکرکشی جزایر پالائو و ماریانا
لشکرکشی جزایر پالائو و ماریانا نبردی است در جنگ جهانی دوم که در ژوئن سال ۱۹۴۴ با حمله ارتش ایالات متحده آمریکا به جزیره سایپن شروع شد و در نوامبر همان سال با پیروزی ارتش ایالات متحده آمریکا و عقب نشینی ارتش امپراتوری ژاپن از جزایر پالائو و ماریانا به پایان رسید.